# Лойка
Лойка — река в Тверской области России. Устье находится в 50 км по правому берегу реки Могочи. Высота устья — 136,3 м над уровнем моря. Длина реки составляет 41 км, площадь водосборного бассейна — 498 км².

## Данные водного реестра
По данным государственного водного реестра России относится к Верхневолжскому бассейновому округу, водохозяйственный участок реки — Молога от истока и до устья, речной подбассейн реки — Реки бассейна Рыбинского водохранилища. Речной бассейн реки — (Верхняя) Волга до Куйбышевского водохранилища (без бассейна Оки).
Код объекта в государственном водном реестре — 08010200112110000005590.

### Притоки (км от устья)
- 1,3 км: река Решетиха (лв)
- 2,8 км: ручей Красиха (пр)
- 13 км: река Чернуха (лв)
- 31 км: ручей Плашиха (Ойка) (лв)